# Al Qaeda Jada
Al Qaeda Jada to mixtape DJ-a Keyz i amerykańskiego rapera Jadakissa. Wydany 27 maja 2008 roku. Zawiera wycinki z utworów, na których wystąpił Jadakiss, przeważnie jedną zwrotkę.

## Lista utworów
W każdym utworze występuje DJ Keyz.
| #  | Tytuł                           | Występujący                                                                         | Długość |
| -- | ------------------------------- | ----------------------------------------------------------------------------------- | ------- |
| 1  | "Look in Your Eyes"             | Jadakiss                                                                            | 1:19    |
| 2  | "Reebok Commercial 1"           | Jadakiss                                                                            | 0:49    |
| 3  | "Freestyle Dissin Beanie Sigel" | Jadakiss                                                                            | 2:05    |
| 4  | "Who Want a Problem (Remix)"    | - Intro: Swizz Beatz - Zwrotka: Jadakiss                                            | 0:38    |
| 5  | "Problem"                       | Jadakiss                                                                            | 0:56    |
| 6  | "Flow"                          | Jadakiss                                                                            | 1:32    |
| 7  | "Yayo"                          | Jadakiss                                                                            | 1:02    |
| 8  | "New York"                      | Jadakiss                                                                            | 0:36    |
| 9  | "Reebok Commercial 2"           | Jadakiss                                                                            | 0:40    |
| 10 | "New York (Remix)"              | Jadakiss                                                                            | 1:01    |
| 11 | "Happy to Be Here"              | Jadakiss                                                                            | 1:06    |
| 12 | "I'm Not You"                   | Jadakiss                                                                            | 0:40    |
| 13 | "Can't Leave the Block"         | - Intro: Mashonda - Zwrotka: Jadakiss                                               | 1:12    |
| 14 | "J.A.D.A."                      | Jadakiss                                                                            | 1:07    |
| 15 | "Still Feel Me"                 | Jadakiss                                                                            | 2:03    |
| 16 | "Put Your Hands Up"             | Jadakiss                                                                            | 1:07    |
| 17 | "Ms. Jackson"                   | - Intro: Jadakiss - Refren: Andre 3000 - Zwrotka: Jadakiss                          | 1:35    |
| 18 | "Diamond in the Rough (Remix)"  | - Intro: Jadakiss - Refren: Jaheim - Zwrotka: Jadakiss                              | 1:06    |
| 19 | "Bring It Back"                 | - Refren: Jae Millz - Zwrotka: Jadakiss                                             | 1:04    |
| 20 | "Just Wanna Please You (Remix)" | Jadakiss                                                                            | 0:45    |
| 21 | "It Can Get Ugly"               | - Intro: Swizz Beatz, Jadakiss - Refren: Swizz Beatz - Zwrotka: Jadakiss            | 1:06    |
| 22 | "Day and Night (Remix)"         | Jadakiss                                                                            | 0:49    |
| 23 | "Checkmate"                     | Jadakiss                                                                            | 2:11    |
| 24 | "I Don't Give a Fuck"           | Jadakiss                                                                            | 1:06    |
| 25 | "Back to Life"                  | - Zwrotka: Jadakiss - Miejscami można też usłyszeć DJ-a Clue                        | 0:36    |
| 26 | "Rapcity Freestyle"             | Jadakiss                                                                            | 1:03    |
| 27 | "Cruisin'"                      | - Refren: Nate Dogg, Jadakiss, Snoop Dogg - Zwrotka: Jadakiss                       | 1:13    |
| 28 | "I Want a Girl Like You"        | Jadakiss                                                                            | 0:26    |
| 29 | "It's Personal"                 | Jadakiss                                                                            | 0:42    |
| 30 | "Jada's Got a Gun"              | - Refren: E. McCaine, Antoine Stanton - Zwrotka: Jadakiss                           | 0:56    |
| 31 | "Show Discipline"               | - Intro: Jadakiss - Refren: Nas - Zwrotka: Jadakiss                                 | 0:52    |
| 32 | "Oh No (Remix)"                 | Jadakiss                                                                            | 0:26    |
| 33 | "The Set Up (Remix)"            | - Refren: Nate Dogg - Zwrotka: Jadakiss                                             | 1:06    |
| 34 | "Just Wanna"                    | Jadakiss                                                                            | 1:16    |
| 35 | "It's Jumpin"                   | - Intro: Jawan, Jadakiss - Zwrotka: Jadakiss                                        | 0:55    |
| 36 | "Blackout"                      | - Intro: Jay-Z, Jadakiss - Pierwsza zwrotka: Jadakiss - Druga zwrotka: Sheek Louch  | 1:08    |
| 37 | "Hot 97 Freestyle"              | Jadakiss                                                                            | 0:40    |
| 38 | "Let's Go"                      | Jadakiss                                                                            | 1:16    |
| 39 | "Fightin' Over Me"              | - Refren: Paris Hilton, Fat Joe - Zwrotka: Jadakiss                                 | 1:29    |
| 40 | "On My Way"                     | - Refren: Swizz Beatz - Zwrotka: Jadakiss                                           | 1:03    |
| 41 | "Why"                           | - Intro: Jadakiss - Refren: Anthony Hamilton - Zwrotka: Jadakiss                    | 0:59    |
| 42 | "Family Affair (Remix)"         | Jadakiss                                                                            | 0:46    |
| 43 | "Throw Back"                    | - Intro: Jadakiss, Usher - Zwrotka: Jadakiss                                        | 1:06    |
| 44 | "Summer's Over"                 | Jadakiss                                                                            | 1:22    |
| 45 | "Niggas Done Started Somethin"  | - Intro: Styles P - Zwrotka: Jadakiss                                               | 1:05    |
| 46 | "Ruff Ryder for Life"           | - Zwrotka: Jadakiss - Pod koniec zwrotki można usłyszeć Sheeka                      | 0:42    |
| 47 | "D-Block for Life"              | Jadakiss                                                                            | 0:27    |
| 48 | "It's Time I See You"           | Jadakiss                                                                            | 0:35    |
| 49 | "More More More"                | - Intro: Ludacris - Zwrotka: Jadakiss                                               | 1:03    |
| 50 | "Keep Your Head Up"             | Jadakiss                                                                            | 0:41    |
| 51 | "All That Counts"               | Jadakiss                                                                            | 0:48    |
| 52 | "Heat"                          | - Zwrotka: Jadakiss - Miejscami można też usłyszeć Whoo Kida                        | 0:42    |
| 53 | "Last Day"                      | Jadakiss                                                                            | 0:41    |
| 54 | "Made You Look (Remix)"         | Jadakiss                                                                            | 1:12    |
| 55 | "Resevior Dog"                  | Jadakiss                                                                            | 0:53    |
| 56 | "Welcome to D-Block"            | - Intro: Jadakiss, Eminem - Refren: Eminem - Zwrotka: Jadakiss                      | 1:24    |
| 57 | "John Blaze"                    | - Intro: Method Man - Zwrotka: Jadakiss - Pod koniec zwrotki można usłyszeć Stylesa | 0:48    |
| 58 | "D-Block"                       | Jadakiss                                                                            | 0:41    |
| 59 | "It's a Party"                  | Jadakiss                                                                            | 0:46    |

## Dodatkowe informacje o utworach
- "Who Want a Problem (Remix)" pochodzi z "Time Is Money" Stylesa.
- "New York (Remix)" pochodzi z "R.U.L.E." Ja Rule'a.
- "Put Your Hands Up", "Cruisin'", "Jada's Got a Gun", "Show Discipline" i "On My Way" pochodzą z "Kiss tha Game Goodbye" Jadakissa.
- "It Can Get Ugly" pochodzi z "The Professional Pt. 3" DJ-a Clue.
- "Rapcity Freestyle" opiera się na podkładzie z "Lay Low" Snoop Dogga.
- "It's Personal" pochodzi z "Year of the Dog...Again" DMX-a.
- "The Set Up" to remiks utworu Obie Trice'a.
- "Blackout" pochodzi z "Flesh of My Flesh, Blood of My Blood" DMX-a.
- "Fightin' Over Me" pochodzi z "Paris" Paris Hilton.
- "Why" i "Welcome to D-Block" pochodzą z "Kiss of Death" Jadakiss.
- "Stay Down" pochodzi z "The Redemption Vol. 4" Ruff Ryders.
- "Niggas Done Started Something" pochodzi z "It's Dark and Hell Is Hot" DMX-a.